# جری کاب
جرالدین ام کاب (زاده ۵ مارس ۱۹۳۱ – درگذشته ۱۸ مارس ۲۰۱۹)، که معمولاً با نام جری کاب شناخته می‌شود، یک هوانورد آمریکایی و عضو پروژه مرکوری ۱۳ بود، گروهی از زنان که همزمان با فضانوردان اصلی مرکوری هفت تحت آزمایش‌های غربالگری فیزیولوژیکی قرار گرفتند. او اولین کسی بود که هر دو تست را کامل کرد.

## اوایل زندگی
کاب در ۵ مارس ۱۹۳۱ در نورمن، اوکلاهاما به دنیا آمد، کاب دختر سرهنگ دوم ویلیام اچ کاب و هلنا باتلر استون کاب بود. کاب از بدو تولد مانند بسیاری از فرزندان خانواده‌های نظامی در شهرهای مختلف زندگی کرد. چند هفته پس از تولد، خانواده کاب به واشینگتن دی سی نقل مکان کردند، جایی که پدربزرگ او، اولیس استیون استون، عضو مجلس نمایندگان ایالات متحده بود. پس از اینکه اولیس استون در رقابت مجدد انتخابات شکست خورد، خانواده به اوکلاهاما بازگشتند. هنگامی که ایالات متحده درگیر جنگ جهانی دوم شد، خانواده کاب بار دیگر نقل مکان کردند، این بار به ویچیتا فالز، تگزاس، جایی که پدر کاب به واحد فعال گارد ملی ایالات متحده آمریکا پیوست. خانواده دوباره به دنور، کلرادو نقل مکان کردند و سرانجام پس از جنگ جهانی دوم به اوکلاهاما بازگشتند، جایی که کاب بیشتر دوران کودکی خود را گذراند.
کاب در دوران کودکی که در اوکلاهاما بزرگ می‌شد، با تشویق پدر خلبانش در سنین پایین وارد حرفه هوانوردی شد. کاب برای اولین بار در دوازده سالگی با هواپیما در کابین پدرش در سال ۱۹۳۶ با هواپیمای واکو پرواز کرد. در ۱۶ سالگی، او با پایپر جی-۳ کاب در اطراف دشت‌های بزرگ پرواز کرده و اعلامیه‌هایی را بر فراز شهرهای کوچک پخش می‌کرد که ورود سیرک‌ها را اعلام می‌کرد. کاب در سن ۱۷ سالگی، زمانی که در دبیرستان کلاسن اوکلاهاما سیتی دانش آموز بود، گواهینامه خلبانی خصوصی خود را دریافت کرد. او یک سال بعد گواهینامه خلبانی تجاری خود را دریافت کرد. در سال ۱۹۴۸، کاب به مدت یک سال در دانشگاه علوم و هنر اوکلاهاما به تحصیل پرداخت.

## حرفه
او گواهینامه خلبانی خصوصی خود را در ۱۷ سالگی و گواهینامه خلبانی تجاری خود را در ۱۸ سالگی خود دریافت کرد. او که پس از جنگ جهانی دوم با تبعیض جنسیتی و بازگشت بسیاری از خلبانان مرد واجد شرایط روبرو شد، مشاغل کاربرد هوایی مانند گشت زنی در خطوط لوله را انجام داد. او در سن ۲۱ سالگی جنگنده‌های نظامی و بمب افکن‌های چهار موتوره را به نیروهای هوایی خارجی در سراسر جهان تحویل می‌داد.
کاب سه رکورد هوانوردی را به نام خود ثبت کرد: رکورد جهانی ۱۹۵۹ برای پرواز بدون توقف در مسافت طولانی، رکورد جهانی سرعت هواپیمای سبک در سال ۱۹۵۹ و رکورد جهانی ارتفاع در سال ۱۹۶۰ برای هواپیمای سبک‌وزن ۳۷٬۰۱۰ فوت (۱۱٬۲۸۰ متر؛ ۱۱٫۲۸ کیلومتر). زمانی که کاب اولین زنی شد که در نمایشگاه هوایی پاریس، بزرگ‌ترین نمایشگاه هوایی جهان، پرواز کرد، همتایانش او را خلبان سال نامیدند و مدال طلای دستاورد آملیا ارهارت را به او اعطا کردند. مجله لایف او را یکی از ۹ زن در «۱۰۰ جوان مهم در ایالات متحده» معرفی کرد.
تا سال ۱۹۵۹، در سن ۲۸ سالگی، کاب خلبان و مدیر شرکت طراحی و مهندسی آئرو و یکی از معدود مدیران زن در هوانوردی بود. وی تا سال ۱۹۶۰ او ۷۰۰۰ ساعت پرواز داشت.
در نوامبر سال ۱۹۶۰، پس از سقوط هواپیمای لاکهید ال-۱۸۸ الکترا، بخش بازاریابی امریکن ایرلاینز تشخیص داد که نبود خلبان زن بر رزرو مسافران تأثیر می‌گذارد. در آن زمان امریکن ایرلاینز هیچ خلبان زنی نداشت. در تلاش برای جلب نظر مسافران، شرکت هواپیمایی از کاب دعوت کرد تا با هواپیما در یک آزمایش چهار ساعته تبلیغاتی پرواز کند. این اولین پرواز او با توربوپراپ بود.
در می ۱۹۶۱، مدیر ناسا ، جیمز ئی. وب کاب را به عنوان مشاور برنامه فضایی ناسا منصوب کرد.

## آزمایش پزشکی
اگرچه کاب هر سه مرحله ارزیابی فیزیکی و روانی را که در انتخاب هفت فضانورد اول مرکوری مورد استفاده قرار گرفت، با موفقیت به پایان رساند، اما این یک برنامه رسمی ناسا نبود و او نتوانست حمایت کنگره را برای اضافه کردن زنان به برنامه فضانوردی جلب کند. در آن زمان، کاب با انواع هواپیمای ملخی پرواز کرده بود، اما تنها یک پرواز، در صندلی عقب، از یک جت جنگنده انجام داده بود.
در سال ۱۹۶۲، کاب برای شهادت در برابر یک جلسه استماع کنگره، کمیته فرعی ویژه انتخاب فضانوردان، در مورد زنان فضانورد فراخوانده شد. جان گلن فضانورد در این جلسه اظهار داشت که «مردان می‌روند و در جنگ‌ها می‌جنگند و هواپیماها را پرواز می‌دهند» و «این واقعیت که زنان در این زمینه حضور ندارند یک واقعیت از نظم اجتماعی ما است». تنها چند ماه بعد، اتحاد جماهیر شوروی اولین زن والنتینا ترشکوا را به فضا فرستاد. اندکی پس از آن، ترشکووا، کاب را به دلیل اعتقادات مذهبی خود مسخره کرد، اما با تبعیض جنسی که با آن مواجه شد، همدردی کرد: «آنها (رهبران آمریکایی) در هر لحظه دربارهٔ دموکراسی خود فریاد می‌زنند و در عین حال اعلام می‌کنند که اجازه ورود یک زن به فضا را نخواهند داد. این نابرابری آشکار است.»
کاب به همراه سایر شرکت کنندگان مرکوری ۱۳، از جمله جین بریگز هارت، لابی کرد تا اجازه داشته باشند در کنار مردان تمرین کنند. با این حال، در آن زمان، الزامات ناسا برای ورود به برنامه فضانوردی این بود که متقاضی یک خلبان آزمایشی نظامی، با تجربه در پروازهای آزمایشی نظامی با سرعت بالا، و دارای پیشینه مهندسی باشد که به آنها امکان می‌دهد در صورت تبدیل شدن به فضانورد، کنترل سفینه را بر عهده بگیرند. از آنجایی که تمام خلبانان آزمایشی نظامی در آن زمان مرد بودند، این امر عملاً زنان را حذف کرد. لیز کارپنتر، دستیار اجرایی لیندون جانسون، معاون رئیس‌جمهور، پیش‌نویس نامه‌ای به جیمز ای. وب، مدیر ناسا نوشت که این الزامات را زیر سؤال می‌برد، اما جانسون نامه را ارسال نکرد، در عوض نوشت: "بیایید همین حالا این کار را متوقف کنیم!"

## زندگی پس از ناسا و مرگ
کاب سپس بیش از ۳۰ سال کار تبلیغی را در آمریکای جنوبی آغاز کرد و پروازهای بشردوستانه (مثلاً انتقال تدارکات به قبایل بومی) و همچنین بررسی مسیرهای هوایی جدید به مناطق دورافتاده را انجام داد، کاب «پیشگام مسیرهای هوایی جدید در سراسر کوه‌های خطرناک آند و جنگل‌های بارانی آمازون، با استفاده از نقشه‌های خود ترسیم شده‌است که او را در قلمرو ناشناخته بزرگتر از ایالات متحده هدایت می‌کرد.» کاب توسط دولت‌های برزیل، کلمبیا، اکوادور، فرانسه و پرو مورد تقدیر قرار گرفته‌است. او در سال ۱۹۸۱ به دلیل فعالیت‌های بشردوستانه خود نامزد دریافت جایزه صلح نوبل شد.
در سال ۱۹۹۹، سازمان ملی زنان کمپین ناموفقی را برای فرستادن کاب به فضا برای بررسی اثرات پیری، مانند جان گلن، انجام داد. هدف اصلی جان گلن از پرواز فضایی خود مشاهده اثرات محیط ریزگرانش بر روی بدن یک فرد مسن بود. به‌طور خاص، ناسا می‌خواست مشاهده کند که آیا اثرات بی وزنی پیامدهای مثبتی بر تعادل، متابولیسم، جریان خون و سایر عملکردهای بدن یک فرد مسن دارد یا خیر. کاب معتقد بود که لازم است یک زن مسن را نیز به یک پرواز فضایی بفرستیم تا مشخص شود که آیا همان اثراتی که روی مردان مشاهده می‌شود روی زنان نیز مشاهده می‌شود یا خیر. کاب در سن ۶۷ سالگی که آزمایش‌های مشابه جان گلن را گذرانده بود، از ناسا درخواست کرد تا در چنین پرواز فضایی شرکت کند، اما ناسا اظهار داشت: «هیچ برنامه‌ای برای مشارکت دادن افراد مسن دیگر در پرتاب‌های آتی ندارد». بسیاری از هوانوردان و فضانوردان آن زمان بر این باور بودند که این یک فرصت ناموفق برای ناسا بود تا اشتباهی را که سال‌ها قبل مرتکب شده بودند، اصلاح کند. کاب هرگز به هدف نهایی خود یعنی پرواز فضایی نرسید.
کاب افتخارات هوانوردی متعددی از جمله جایزه هارمون و جایزه بال‌های طلایی فدراسیون بین‌المللی هوانوردی را دریافت کرد. در ۱۸ مارس ۲۰۱۹، سیزده روز پس از تولد ۸۸ سالگی، کاب در خانه خود در فلوریدا درگذشت.

## در فرهنگ عامه
سونیا والگر شخصیت مولی کاب را بر اساس جری کاب در سریال تلویزیونی برای همه بشریت در سال ۲۰۱۹ به تصویر می‌کشد که در آن کاب اولین زن آمریکایی در فضا نام می‌گیرد. قسمت چهارم از فصل اول نیز به یاد او تقدیم شده‌است.
کاب توسط میمی گامر در مجموعه تلویزیونی مردان واقعی (مجموعه تلویزیونی) به تصویر کشیده شده‌است.

## جوایز
- مدال طلای دستاورد آملیا ارهارت
- به عنوان زن سال در هوانوردی انتخاب شد
- از سوی انجمن خلبانان کشور به عنوان خلبان سال انتخاب شد
- چهارمین آمریکایی که برنده بال‌های طلای فدراسیون بین‌المللی هوانوردی پاریس، فرانسه، اروپا شد
- توسط دولت اکوادور برای پیشگامی مسیرهای هوایی جدید بر فراز کوه‌های آند و جنگل آند تجلیل شد.
- ۱۹۶۲ جایزه لوح طلایی آکادمی دستاوردهای آمریکا را دریافت کرد[۳۱]
- ۱۹۷۳ جایزه بین‌المللی هارمون[۳۲][۳۳] برای «بهترین خلبان زن جهان» (توسط رئیس‌جمهور ریچارد نیکسون در مراسم کاخ سفید).
- در تالار مشاهیر اوکلاهاما به عنوان «یکی از برجسته‌ترین هواپیمای هوانوردی در ایالات متحده» معرفی شد.
- جایزه زن پیشگام را برای «روح مرزی شجاع» خود دریافت کرد که در سراسر جنگل آمازون در حال پرواز به قبایل اولیه بود.
- جایزه صنعت هوایی بیشاپ رایت در سال ۱۹۷۹ برای «کمک‌های بشردوستانه به هوانوردی مدرن».[۳۴]
- در سال ۲۰۰۰ در تالار مشاهیر پیشگامان بین‌المللی زنان در هوانوردی ثبت شد.[۳۵]
- ۲۰۰۷ مدرک دکترای افتخاری علوم از دانشگاه ویسکانسین-اشکوش.[۳۶]
- ۲۰۱۲ به تالار مشاهیر هوانوردی ملی معرفی شد.[۳۷]